# Ellef Ringnes Island
Ellef Ringnes Island ist eine Insel im kanadischen Territorium Nunavut und gehört zu den Sverdrup-Inseln, einer Inselgruppe der Königin-Elisabeth-Inseln. Sie liegt östlich der Borden-Insel sowie westlich von Amund Ringnes Island und hat eine Fläche von 11.295 km² (nach anderen Quellen 10.600 km²).
Die Insel wurde 1901 von Gunnerius Ingvald Isachsen und Sverre Hassel, zwei Mitgliedern der von Otto Sverdrup geleiteten Zweiten Fram-Expedition (1898–1902), entdeckt. Sverdrup benannte sie nach Ellef Ringnes, dem Mitbegründer der norwegischen Brauerei Ringnes, die Sverdrups Expedition finanziert hatte. Wie die ganze Gruppe der Sverdrup-Inseln wurde auch sie von Sverdrup für Norwegen in Besitz genommen. Dies kollidierte mit der Überzeugung Kanadas, dass alle entdeckten und unentdeckten Gebiete im Norden des amerikanischen Kontinents zu Kanada gehören würden. Die Verhandlungen endeten 1930. Von da an war die Insel Teil der Nordwest-Territorien von Kanada. Als man am 1. April 1999 das Gebiet der Nordwest-Territorien verkleinerte, kam die Insel unter Verwaltung des neu geschaffenen Territoriums Nunavut.
Ein Großteil der Insel besteht aus flachem Gelände aus Sedimentgestein. Der Zentralbereich ist ein erodiertes Berggebiet, das ein 240 Meter hohes Plateau bildet. Die größten Höhen erreicht die Insel in vier flachen Kuppen, dem Isachsen Dome (mit 260 Metern die höchste Erhebung der Insel), Salt Dome, Malloch Dome und Hoodoo Dome.
Die heute unbemannte Wetterstation Isachsen liegt an der Westküste der ansonsten unbewohnten Insel auf 78° 47′ 10″ N, 103° 31′ 0″ W.
Der magnetische Nordpol wanderte 1994 in Richtung Nordnordwest über die Insel.